# Bijeli brijest
Bijeli brijest (vezm vezika, treperavi brijest, lat. Ulmus laevis) do 30 m visoko stablo široko zaobljene krošnje, sivo-smeđe kore i žilava lika, koje je odlično za vezanje. 

## Opis
Grančice su do druge godine dlakave, dosta tanke. Lišće je najšire u sredini, ozdo dlakavo. Postrane žilice gornjeg dijela plojke nikad se ne razgranjuju. Cvjetovi i plodovi stoje na dugačkoj stapci. Oni čine ovelike kitice i vise. Pupovi su oštri, goli, svijetlo smeđi, s tamnim rubovima ljusaka. Plod na rubu krilca je dlakav. Sjeme se nalazi u sredini ploda. 

## Rasprostranjenost
Raste u sjevernoj i srednjoj Europi, te zapadnoj Aziji. Najrasprostranjeniji je sjeverno od Alpa. Raste pretežno u nizinama.

## Bioekološke karakteristike
U okviru prirodnog areala rasprostranjenosti vrsta je vezana za aluvijalne šume, i rijetko prelazi visine iznad 400 m. Najčešća je duž rijeka, kao što su Volga i Dunav, i predstavlja jednu od rijetkih vrsta brijesta koja je toleranta na duža plavljenja, i anaerobne uvjete tla, ali ima veće zahtjeve prema svjetlosti od poljskoga brijesta. Živi do 400 godina. Iako nema urođenu genetsku otpornost prema nizozemskoj bolesti brijesta, vrlo rijetko obolijeva. Najsrodniji je s američkim brijestom.